# Elezioni regionali in Toscana del 1980
Le elezioni regionali in Toscana del 1980 si tennero l'8-9 giugno.

## Risultati elettorali
| Liste                                                  | Voti      | %     | Seggi |
| ------------------------------------------------------ | --------- | ----- | ----- |
| Partito Comunista Italiano (PCI)                       | 1.159.489 | 46,47 | 25    |
| Democrazia Cristiana (DC)                              | 715.747   | 28,68 | 15    |
| Partito Socialista Italiano (PSI)                      | 293.090   | 11,75 | 5     |
| Movimento Sociale Italiano - Destra Nazionale (MSI-DN) | 92.243    | 3,70  | 1     |
| Partito Socialista Democratico Italiano (PSDI)         | 77.729    | 3,12  | 1     |
| Partito Repubblicano Italiano (PRI)                    | 71.089    | 2,85  | 1     |
| Partito Liberale Italiano (PLI)                        | 32.002    | 1,28  | 1     |
| Partito di Unità Proletaria per il Comunismo (PdUP)    | 27.012    | 1,08  | 1     |
| Democrazia Proletaria (DP)                             | 26.621    | 1,07  | -     |
| Partito Democratico-Lista per Trieste                  | 221       | 0,01  | -     |
| Totale                                                 | 2.495.243 |       | 50    |

| Riepilogo dei seggi | Riepilogo dei seggi | Riepilogo dei seggi | Riepilogo dei seggi | Riepilogo dei seggi | Riepilogo dei seggi | Riepilogo dei seggi |
| ------------------- | ------------------- | ------------------- | ------------------- | ------------------- | ------------------- | ------------------- |
|                     |                     |                     |                     |                     |                     |                     |
| PDUP                | 1                   | ━                   |                     | PCI                 | 25                  | ━                   |
| PSI                 | 5                   | ▲ 1                 |                     | PSDI                | 1                   | ▼ 1                 |
| PRI                 | 1                   | ━                   |                     | DC                  | 15                  | ━                   |
| PLI                 | 1                   | ▲ 1                 |                     | MSI-DN              | 1                   | ▼ 1                 |

## Affluenza alle urne
L'affluenza definitiva è stata pari al 93,05%, per un totale di 2.619.778 votanti su 2.815.337 cittadini elettori.
| Provincia     | Affluenza |
| ------------- | --------- |
| Toscana       | 93,05%    |
| Arezzo        | 94,21%    |
| Firenze       | 93,36%    |
| Grosseto      | 94,44%    |
| Livorno       | 91,79%    |
| Lucca         | 90,61%    |
| Massa-Carrara | 90,74%    |
| Pisa          | 94,35%    |
| Pistoia       | 92,74%    |
| Siena         | 94,65%    |

## Consiglieri eletti
| Collegio      | Lista                                         | Eletto                      |
| ------------- | --------------------------------------------- | --------------------------- |
| Firenze       | Partito Comunista Italiano                    | Gianfranco Bartolini        |
| Firenze       | Partito Comunista Italiano                    | Loretta Montemaggi          |
| Firenze       | Partito Comunista Italiano                    | Giulio Quercini             |
| Firenze       | Partito Comunista Italiano                    | Giorgio Vestri              |
| Firenze       | Partito Comunista Italiano                    | Luigi Tassinari             |
| Firenze       | Partito Comunista Italiano                    | Mauro Arturo Ribelli        |
| Firenze       | Partito Comunista Italiano                    | Guido Biondi                |
| Firenze       | Partito Comunista Italiano                    | Marco Mayer                 |
| Firenze       | Partito Comunista Italiano                    | Rino Fioravanti             |
| Firenze       | Democrazia Cristiana                          | Enzo Pezzati                |
| Firenze       | Democrazia Cristiana                          | Vera Dragoni                |
| Firenze       | Democrazia Cristiana                          | Rinaldo Innaco              |
| Firenze       | Democrazia Cristiana                          | Giuseppe Matulli            |
| Firenze       | Democrazia Cristiana                          | Cesare Matteini             |
| Firenze       | Partito Socialista Italiano                   | Mario Leone                 |
| Firenze       | Partito Socialista Italiano                   | Paolo Benelli               |
| Firenze       | Movimento Sociale Italiano - Destra Nazionale | Camillo Andreoni            |
| Firenze       | Partito Socialista Democratico Italiano       | Sergio Martelli             |
| Firenze       | Partito Repubblicano Italiano                 | Stefano Passigli            |
| Firenze       | Partito Liberale Italiano                     | Raffaello Morelli           |
| Firenze       | Partito di Unità Proletaria                   | Roberto Teroni              |
| Arezzo        | Partito Comunista Italiano                    | Menotti Galeotti            |
| Arezzo        | Partito Comunista Italiano                    | Bruno Benigni               |
| Arezzo        | Democrazia Cristiana                          | Pietro Ralli                |
| Grosseto      | Partito Comunista Italiano                    | Renato Pollini              |
| Grosseto      | Democrazia Cristiana                          | Piergiorgio Franci          |
| Livorno       | Partito Comunista Italiano                    | Bino Raugi                  |
| Livorno       | Partito Comunista Italiano                    | Edda Fagni                  |
| Livorno       | Partito Comunista Italiano                    | Sergio Manetti              |
| Livorno       | Democrazia Cristiana                          | Francesco Alessandro Querci |
| Lucca         | Democrazia Cristiana                          | Piero Angelini              |
| Lucca         | Democrazia Cristiana                          | Franco Fanucci              |
| Lucca         | Partito Comunista Italiano                    | Lino Federigi               |
| Lucca         | Partito Socialista Italiano                   | Fidia Arata                 |
| Massa-Carrara | Partito Comunista Italiano                    | Fausto Marchetti            |
| Massa-Carrara | Democrazia Cristiana                          | Andrea Negrari              |
| Massa-Carrara | Partito Socialista Italiano                   | Anselmo Menchetti           |
| Pisa          | Partito Comunista Italiano                    | Nello Di Paco               |
| Pisa          | Partito Comunista Italiano                    | Marco Marcucci              |
| Pisa          | Partito Comunista Italiano                    | Lina Bolzoni                |
| Pisa          | Democrazia Cristiana                          | Piero Pizzi                 |
| Pisa          | Democrazia Cristiana                          | Mario Biasci                |
| Pisa          | Partito Socialista Italiano                   | Giacomo Maccheroni          |
| Pistoia       | Partito Comunista Italiano                    | Graziano Palandri           |
| Pistoia       | Partito Comunista Italiano                    | Giuliano Beneforti          |
| Pistoia       | Democrazia Cristiana                          | Giancarlo Niccolai          |
| Siena         | Partito Comunista Italiano                    | Luigi Berlinguer            |
| Siena         | Partito Comunista Italiano                    | Emo Bonifazi                |
| Siena         | Partito Comunista Italiano                    | Delia Meiattini             |
| Siena         | Democrazia Cristiana                          | Gianmario Carpi             |